# L'ora del supplizio
L'ora del supplizio (Love from a Stranger) è un film del 1937 diretto da Rowland V. Lee.
Thriller tratto dal racconto Il villino degli usignoli di Agatha Christie.

## Trama
Una giovane operaia sposa un uomo elegante e le si prospetta un'apparente felicità, ma dopo il matrimonio comincia a pensare che il marito sia un maniaco.